# آرثر إم. براون
آرثر إم. براون (بالإنجليزية: Arthur M. Brown)‏ هو مدرب كرة سلة أمريكي، ولد في 14 أكتوبر 1884 في تروي في الولايات المتحدة، وتوفي في 1 نوفمبر 1980 في فلوريدا في الولايات المتحدة.